# Arethusana reducta
Arethusana reducta är en fjärilsart som beskrevs av Pionneau 1937. Arethusana reducta ingår i släktet Arethusana och familjen praktfjärilar. Inga underarter finns listade i Catalogue of Life.